# David Hawthorne
David Hawthorne (Ketterin, 22 de maio de 1888 – Londres, 18 de junho de 1942) foi um ator de teatro e cinema britânico. Um de seus papéis notáveis foi o de Rob Roy MacGregor no filme Rob Roy (1922). Ele nasceu em Kettering, na Inglaterra e faleceu na capital do mesmo país, com a idade de 54 anos.

## Filmografia selecionada
- Testimony (1920)
- The Autumn of Pride (1921)
- The Fortune of Christina McNab (1921)
- Class and No Class (1921)
- Open Country (1922)
- Rob Roy (1922)
- A Soul's Awakening (1922)
- A Prince of Lovers (1922)
- The Presumption of Stanley Hay, MP (1925)
- The Mating of Marcus (1926)
- His House in Order (1928)
- Glamour (1931)[3]
- The Other Woman (1931)
- Laburnum Grove (1936)